# Mochovce
Mochovce jsou zaniklá obec na západním Slovensku v okrese Levice, asi 12 km severozápadně od města Levice.

## Poloha
Bývalá obec ležela v údolí Telinského potoka, na rozhraní Hronské pahorkatiny (podcelek Podunajské pahorkatiny) a Kosmálovských vršků (podcelek Štiavnických vrchů). Severozápadně leží zalesněný vrch Dobrica (320 m n. m.), východním směrem dominuje Velká Vápenná (350 m n. m.).

## Historie
Nejstarší dochovaná písemná zmínka o osadě Muhy pochází z roku 1295, název „Mochovcze“ se poprvé objevuje v roce 1773. V roce 1900 zde žilo 970 obyvatel –  většinou maďarské národnosti, menšinově zde žili Slováci, Romové a Židé.  Živili se především zemědělstvím, vinohradnictvím a prací v lesích. Během repatriace po 2. světové válce se do obce přistěhovalo 32 slovenských rodin.
Z důvodu výstavby jaderné elektrárny Mochovce byli v letech 1979 až 1981 481 obyvatelé obce (481 lidí) přesídleni, obec byla zrušena a její katastrální území bylo v roce 1990 přičleněno k obci Kalná nad Hronom. Zachován zůstal jenom pozdně barokní kostel a přilehlý hřbitov.
Přípravné práce budované stavby odhalily archeologické nálezy, dokumentující osídlení lokality  již v paleolitu. 